# اچ. آر. گیگر

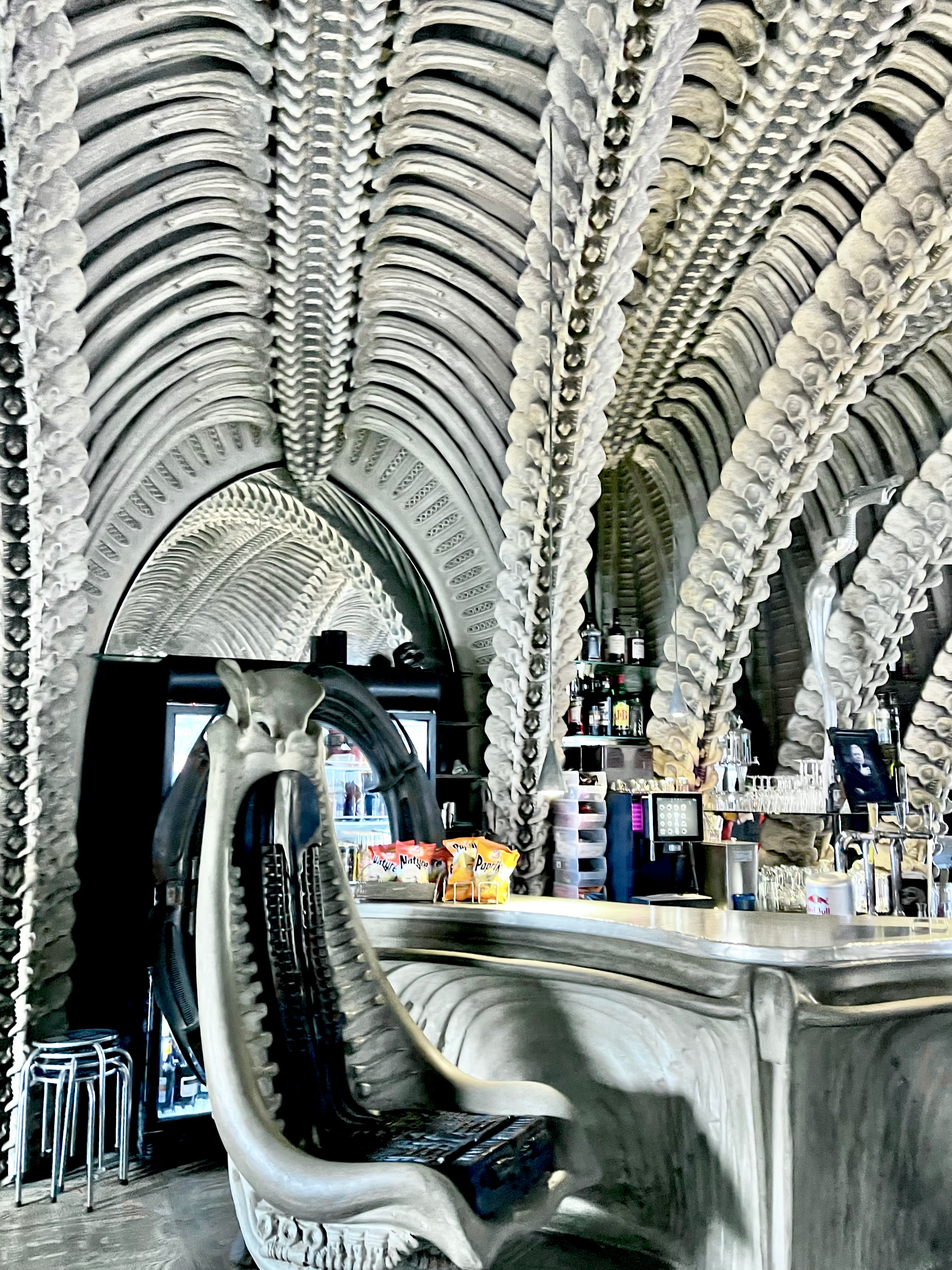
Giger Bar

هانس رودولف «رودی» گیگر (به انگلیسی: Hans Rudolf "Ruedi" Giger) هنرمند سوررئالیست سوئیسی بود که هیولا و دکورهای پیشرو فیلم علمی تخیلی «بیگانه» را طراحی کرد.
اچ.آر. گیگر بیش از همه برای آفرینش موجود ناشناخته فیلم ترسناک و علمی تخیلی «بیگانه» به کارگردانی ریدلی اسکات شناخته می‌شود که سال ۱۹۷۹ روی پرده رفت. او برای این فیلم برنده جایزه اسکار بهترین دستاورد جلوه‌های تصویری شد.

## زندگی‌نامه
گیگر با نام اصلی هانس رودولف گیگر در ۵ فوریهٔ ۱۹۴۰ در شهر شور در جنوب شرقی سوئیس به دنیا آمد. او که پدرش یک شیمی‌دان بود، در زوریخ در رشته معماری و طراحی صنعتی درس خواند.
گیگر کار خود را با طراحی با قلم مرکب و پولیستر شروع کرد و بعد سراغ آثار بزرگ رفت که با تکنیک ایربراش کار شده بودند و چشم‌اندازهای خیالی و کابوس‌وار را ترسیم می‌کردند.
آثار گیگر ارتباط بدن انسان و ماشین را مورد کندوکاو قرار می‌دهند. او تصاویری سوررئالیستی از انسان‌ها که با بخش‌های صنعتی آمیخته شده‌اند، خلق کرده‌است، سبکی که خودش از آن به عنوان «زیست‌مکانیکی» یاد می‌کرد.
یکی از نمونه‌های این کار طراحی روی جلد آلبوم «Brain Salad Surgery» از گروه راک بریتانیایی «امرسن، لیک اند پالمر» بود که سال ۱۹۷۳ به بازار آمد. او برای این آلبوم یک جمجمه انسانی را داخل یک ماشین طراحی کرد.
گیگر سال ۱۹۷۹ در یک گفتگو گفت: «به نظر می‌رسد نقاشی‌های من بیشترین تأثیر را روی آدم‌هایی می‌گذارد که به گونه‌ای دیوانه هستند. بسیاری از مردم مانند من فکر می‌کنند. اگر از کارم خوششان می‌آید یا نوآور هستند… یا دیوانه.»
او در ۱۹۷۵ با یک تراژدی روبرو شد و این زمانی بود که همکارش لی توبلر، بازیگر سوئیسی که در چند کار به عنوان مدل با او همکاری کرده بود، خودکشی کرد. گیگر در ۱۹۸۲ با میا بونزانیگو ازدواج کرد، اما بعدها از او جدا شد.
نخستین کتاب گیگر با نام «Necronomicon» سال ۱۹۷۷ منتشر شد. آن زمان ریدلی اسکات جوان مراحل پیش‌تولید فیلم «بیگانه» را انجام می‌داد.

اسکات بعدها گفت: 
«وقتی نخستین بار کتاب گیگر را دیدم چیزی نمانده بود از میز بیفتم. هنرمندان زیادی هستند که در حوزه سوررئالیسم کار می‌کنند، اما گیگر یک ویژگی اضافه دارد. او واقعیت را با قالب فانتری ویژه خود درمی‌آمیزد؛ و این چیزی است که کار او را قوی می‌کند: واقعیت و نه فانتزی.»
گیگر بجز کار در فیلم‌های «بیگانه»، یکی از مخلوقات فیلم «ارواح خبیثه ۲: سوی دیگر» همین‌طور یکی از موجودات بیگانه فیلم «نوع» به کارگردانی راجر دانلدسن را طراحی کرد. او برای فیلم «همیشه بتمن» ساخته جوئل شوماخر نیز یک بتموبیل (اتوموبیل بتمن) طراحی کرد که البته در فیلم به‌کار نرفت.
گیگر برای مجسمه‌ها، نقاشی‌ها و اسباب و اثاثیه خود نیز سرشناس است. بسیاری از این آثار در موزه شخصی‌اش در قصر قرون وسطایی گرویر در سوئیس به نمایش گذاشته شده‌است. مدیریت این موزه به عهده ماریا شیفل گیگر، همسر دوم گیگر است.
این موزه سال ۱۹۹۸ بازگشایی شد و در عین حال شامل کلکسیون هنری شخصی گیگر از جمله آثار سالوادور دالی است.
یکی از کارکنان موزه اچ.آر. گیگر روز سه‌شنبه تأیید کرد گیگر روز دوشنبه بر اثر جراحت‌های ناشی از یک حادثه سقوط در زوریخ درگذشت. او ۷۴ ساله بود.
گیگر در سال ۱۹۸۰ به دنیا آمد و برای طراحی صحنه و فیگورهای فیلم علمی - تخیلی بیگانه در سال ۱۹۸۰ جایزه اسکار بهترین جلوه‌های ویژه را دریافت کرد.
او در زوریخ معماری و طراحی صنعتی خواند و برای خلق صحنه‌های رؤیایی عجیب مشهور شد.
نقاشی‌های سوررئال او با جزئیات فراوان عموماً در اندازه‌های بسیار بزرگ ساخته و با ایربراش رنگ می‌شد.
گیگر در سال ۱۹۹۸ موزه خودش را گروییر در سوئیس باز کرد.
صحنه‌هایی که او طراحی می‌کرد آمیخته‌ای از انسان و ماشین بود که خود گیگر آنها را «بیومکانیکی» می‌خواند که شماری از آن در فیلم بیگانه استفاده شده‌است.
او همچنین در بیگانه ۳ (۱۹۹۲) همکاری داشت و در مستندی دربارهٔ الخاندرو خوروفسکی، کارگردان شیلیایی - فرانسوی حضور یافت.
گیگر در سال ۱۹۹۸ موزه خودش را گروییر در سوئیس باز کرد که در آن افزون بر نقاشی‌ها و مجسمه‌های خودش، آثار هنرمندان دادائیست و سوررئالیست مورد علاقه‌اش از جمله سالوادور دالی را که در مجموعه شخصی‌اش داشت، به نمایش گذاشت.
این موزه را همسر هنرمندش کارمن شایفله گیگر اداره می‌کند.
آثار گیگر در نمایشگاه‌های مختلفی در شهرهایی چون هامبورگ، مسکو و استانبول به نمایش گذشته‌است.